# AV Водолея
AV Водолея (лат. AV Aquarii) — одиночная переменная звезда в созвездии Водолея на расстоянии (вычисленном из значения параллакса) приблизительно 84937 световых лет (около 26042 парсеков) от Солнца. Видимая звёздная величина звезды — от более +14,5m до +11m.

## Характеристики
AV Водолея — красная пульсирующая переменная звезда, мирида (M) спектрального класса M. Эффективная температура — около 3286 К.